# Selaginella densa
Selaginella densa là một loài dương xỉ trong họ Selaginellaceae. Loài này được Rydb. mô tả khoa học đầu tiên năm 1900.